# موس‌فیلم

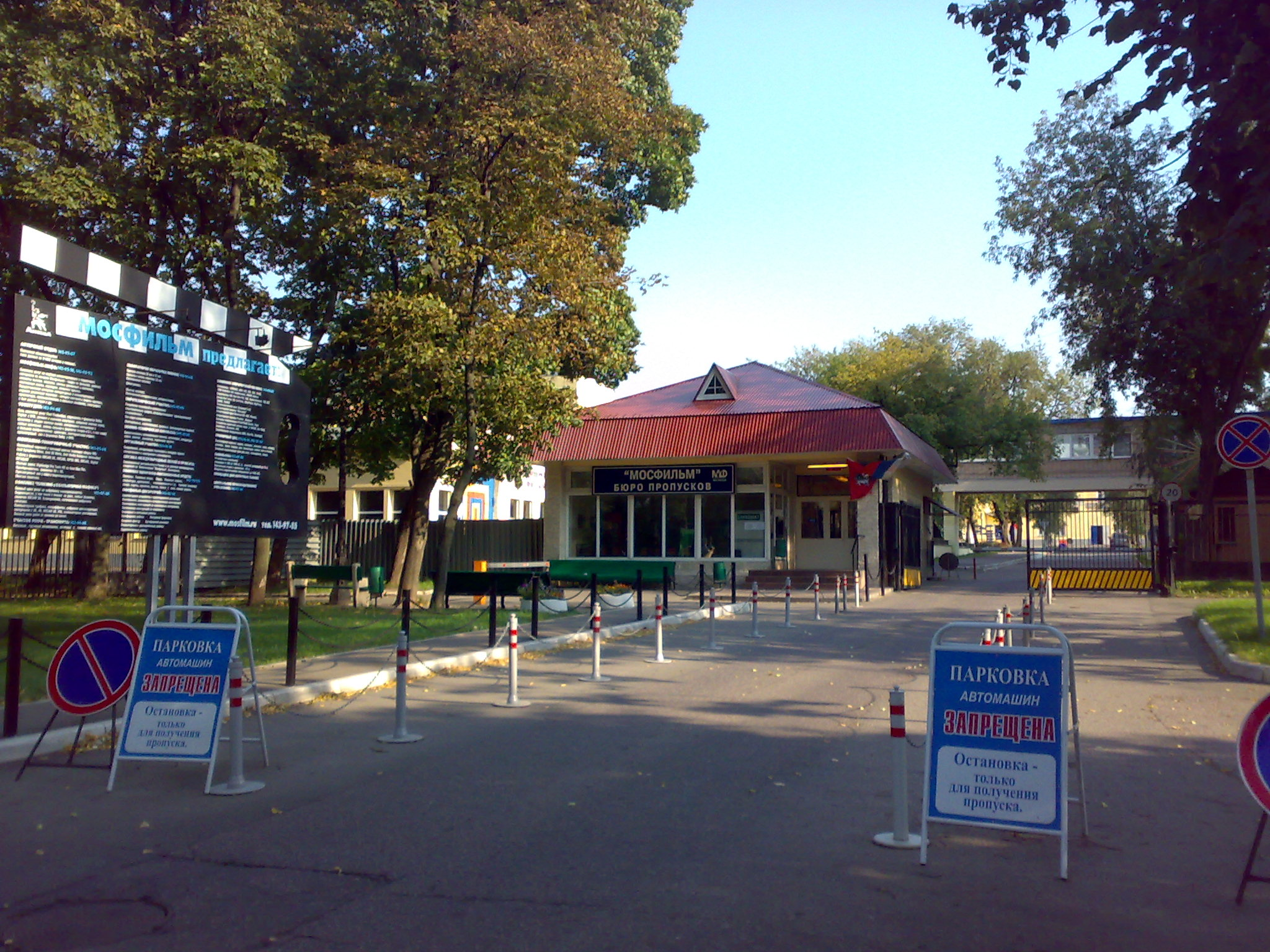
ورودی شرکت موس‌فیلم

موس‌فیلم (روسی: Мосфильм) یک استودیو فیلم‌سازی در مسکو، روسیه است.
این شرکت که در سال ۱۹۲۴ تأسیس شده است در زمینه ساخت فیلم‌های سینمایی و تلویزیونی فعالیت می‌کند، فیلم‌هایی از کارن شاخنازاروف و سرگئی آیزنشتاین تولید این استودیو بوده است.

## فیلم‌شناسی

### آثارسرگئی آیزنشتاین
- رزم‌ناو پوتمکین (۱۹۲۵)
- الکساندر نوسکی (۱۹۳۸)
- ایوان مخوف (فیلم) (۱۹۴۶)

### آثارآندری تارکوفسکی
- The Steamroller and the Violin (۱۹۶۰)، فیلم کوتاه
- کودکی ایوان (۱۹۶۲), برنده جایزه شیر طلایی جشنواره فیلم ونیز در سال ۱۹۶۲
- ۱۹۶۶ اندره روبلوف
- ۱۹۷۲ سولاریس
- ۱۹۷۵ آینه
- ۱۹۷۹ استاکر
- ۱۹۸۳ نوستالژی

### آثار کارگردانان دیگر
- ۱۹۵۸ ابله
- ۱۹۶۴ من کوبا هستم
- ۱۹۶۶ بال‌ها
- ۱۹۶۹ برادران کارامازوف
- ۱۹۷۵ درسو اوزالا
- ۱۹۷۷ عروج
- ۱۹۸۱ تهران ۴۳
- ۲۰۰۲ ستاره
- ۲۰۰۸ تو و من